# Georg Joseph Beer
Pour les articles homonymes, voir Beer.
Georg Joseph Beer est un oculiste autrichien. Né à Vienne le 23 décembre 1763, il y est décédé le 11 avril 1821.

## Biographie
Professeur à l'Institut clinique de Vienne, il a inventé de nombreux instruments d'optique et divers procédés opératoires.

## Œuvres
Ses écrits sur l'ophthalmiatrique furent très célèbres aux XVIIIe et XIXe siècles.